# Flexity Swift

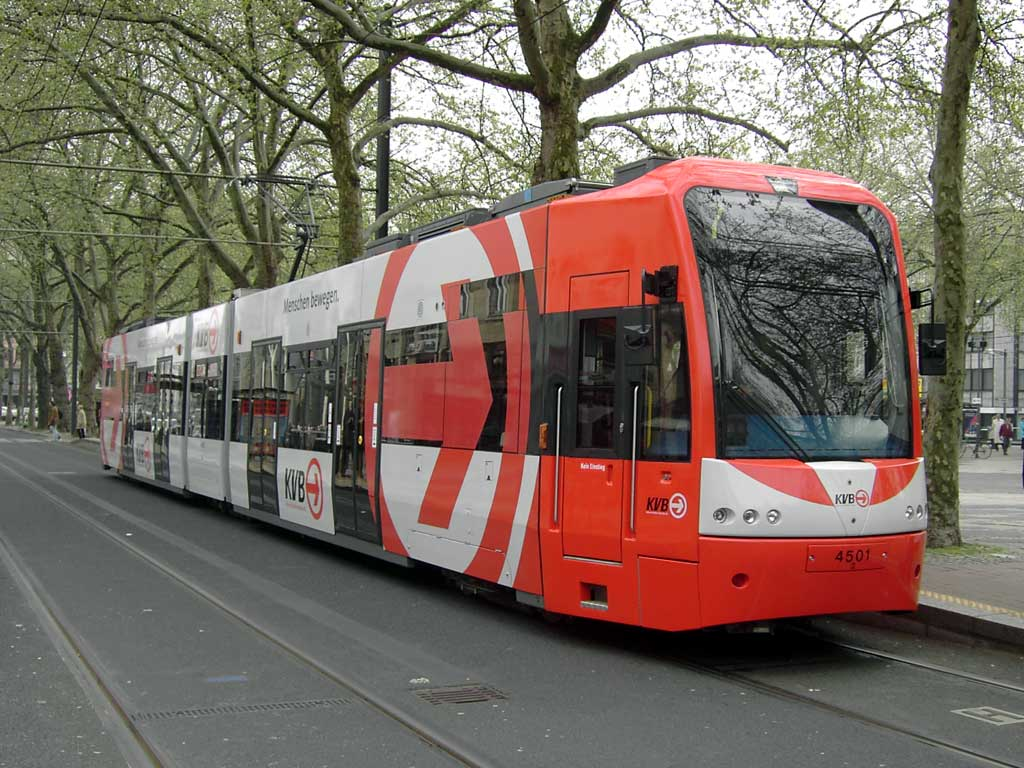
Een Flexity Swift (K4500)-lagevloertram in Keulen

De Flexity Swift is een benaming voor sneltram-voertuigen van de rollendmaterieelfabrikant Bombardier Transportation.
Met deze naam wordt een grote verscheidenheid aan tramtypen aangeduid. De meeste modellen hebben een voor 70% lage vloer, maar andere, zoals het metromaterieel in Rotterdam, hebben een volledig hoge vloer.
In Nederland heeft Bombardier aan twee bedrijven voertuigen geleverd met de benaming Flexity Swift. Op de spoorlijn Gouda - Alphen aan den Rijn werden door NS Reizigers van 2003 tot december 2009 zes stuks ingezet van het type Flexity Swift A32. Zij waren eigendom van HTM, die ze heeft verkocht aan Storstockholms Lokaltrafik, het openbaarvervoerbedrijf van Stockholm. Op het Rotterdamse metronet en op  Lijn E van RandstadRail rijden sinds 2009 de Metrotype RSG3 (5500-serie), Metrotype SG3 (5600-serie) en Metrotype HSG3 (5700-serie). Zij zijn eigendom van de RET.